# Palavras Cruzadas do New York Times
A palavra cruzada do New York Times é um jogo de palavras cruzadas diário no estilo americano publicado no The New York Times, distribuído para mais de 300 outros jornais e revistas e lançado on-line no site do jornal e em aplicativos móveis como parte do The New York Times Games .
A palavra cruzada é criada por vários autores autônomos e é editada por Will Shortz desde 1993. As palavras cruzadas são organizadas de modo que sua dificuldade aumente ao longo da  semana, com as mais fáceis na segunda-feira e as mais difíceis no sábado. A maior palavra cruzada da semana é publicada no domingo, e aparece na The New York Times Magazine, um ícone na cultura americana ; normalmente é pensada para que tenha uma dificuldade equivalente à de uma quinta-feira, porém um pouco mais desafiadora. As palavras cruzadas diárias padrão são publicadas no tamanho 15x15, ou seja, 15 quadradinhos de altura por 15 de largura, enquanto as palavras cruzadas de domingo medem 21x21. Muitas das regras das palavras cruzadas americanas foram criadas por sua primeira editora, Margaret Farrar .

## História
Embora as palavras cruzadas tenham se popularizado no início da década de 1920, o The New York Times inicialmente as considerou frívolas, chamando-as de "uma forma primitiva de exercício mental", e não publicou palavras cruzadas até 15 de fevereiro de 1942, em sua edição de domingo. Foi publicado sob um pseudônimo usado ocasionalmente por Farrar, "Anna Gram".
O que finalmente motivou o The New York Times a publicar palavras cruzadas (o que levou mais de 20 anos, embora seu editor, Arthur Hays Sulzberger, fosse um fã de palavras cruzadas de longa data) parece ter sido o bombardeio de Pearl Harbor; em um memorando datado de 18 de dezembro de 1941, um editor admitiu que o jogo merecia espaço no jornal, considerando o que estava acontecendo em outras partes do mundo e que os leitores poderiam precisar de algo para se ocupar durante os apagões. O desafio provou ser popular, e o próprio Sulzberger criou uma palavra cruzada para o jornal antes do final do ano.
Em 1950, as palavras cruzadas se tornaram uma publicação diária. A primeira palavra cruzada diária foi publicada sem o nome de seu autor e, em 2001, a identidade do autor da primeira palavra cruzada para o jornal continuava desconhecida.
Houve quatro editores das palavras cruzadas. Farrar editou o puzzle desde sua criação em 1942 até 1969. Ela criou muitas das regras que se tornaram padrão, como a criação da grade, a limitação do número de quadrados pretos, a criação de um comprimento mínimo de palavra de três letras, a exigência de que as grades tenham simetria rotacional e sejam um número ímpar de quadrados por um número ímpar de quadrados e a proibição de quadrados que pertençam a apenas uma palavra, ou seja, que não cruze.
O segundo editor foi Will Weng, ex-chefe da redação metropolitana do The New York Times, até 1977, e o terceiro , Eugene T. Maleska, até sua morte em 1993. O editor atual é Will Shortz . Além de editar as palavras cruzadas do New York Times, Shortz fundou e dirige o Torneio Anual de Palavras Cruzadas Americano, bem como o World Puzzle Championship (onde continua sendo capitão da equipe dos EUA); publicou vários livros de palavras cruzadas, sudoku e outros jogos, é autor de puzzles ocasionais que aparecem no Sunday Times ; e atua como "Puzzlemaster" no programa da NPR Weekend Edition Sunday .
A popularidade das palavras cruzadas do New York Times cresceu até que elas passaram a ser consideradas as melhores em circulação nos EUA. Muitas celebridades e figuras públicas demonstraram publicamente seu gosto pelas palavras cruzadas, incluindo a cantora de ópera Beverly Sills, o autor Norman Mailer, o arremessador de beisebol Mike Mussina, o ex-presidente Bill Clinton, o maestro Leonard Bernstein, o apresentador de TV Jon Stewart, a atriz Gillian Jacobs, e a dupla musical Indigo Girls .
As palavras cruzadas do New York Times foram compiladas em centenas de livros por várias editoras, principalmente Random House e St. Martin's Press, a atual editora da série. Além de aparecerem no jornal impresso, os puzzles também aparecem on-line no site do jornal, onde exigem uma assinatura para acesso. Em 2007, a Majesco Entertainment lançou o jogo The New York Times Crosswords, uma adaptação de videogame para o portátil Nintendo DS . O jogo inclui mais de 1.000 palavras cruzadas do New York Times de todos os dias da semana. Vários outros produtos foram criados, incluindo dispositivos portáteis dedicados a palavras cruzadas eletrônicas que contêm apenas palavras cruzadas do New York Times e uma variedade de itens com o tema de palavras cruzadas do New York Times, incluindo potes de biscoitos, bolas de beisebol, abotoaduras, pratos, porta-copos e mousepads.

## Estilo e convenções

Grade de palavras cruzadas do New York Times

Will Shortz não cria as palavras cruzadas do jornal ; um grande número de colaboradores envia as palavras cruzadas para ele. Uma lista com todos os requerimentos para o envio de um puzzle pode ser encontrada no site do jornal.
Os puzzles de segunda a quinta e também o de domingo sempre têm um tema, algum tipo de conexão entre pelo menos três respostas longas (geralmente na horizontal), o tema pode ser um trocadilho, palavra com letras adicionadas ou alteradas. Outro tipo de tema é o de uma citação famosa dividida em partes simétricas na grade.   Datas comemorativas, como feriados ou aniversários de eventos famosos, são frequentemente comemoradas com um puzzle com tema apropriado, embora apenas dois sejam comemorados rotineiramente anualmente: o Natal e o Dia da Mentira .
As palavras cruzadas de sexta-feira e do sábado são os mais difíceis da semana. Geralmente não possuem temas e as grades são mais abertas, ou seja, possuem menos quadrados pretos e respostas mais longas. Enquanto um puzzle publicado de segunda a quinta-feira possui cerca de 78 palavras, o máximo para um jogo sem tema é de 72 palavras. As de domingo costumam ter 140 palavras ou menos. O New York Times tem a fama de ter um publico letrado, e de certa forma, uma audiência conhecedora das artes, o que faz com que os puzzles também possuam referências à literatura, arte, TV, filmes e cultura pop.
Os jogos seguem uma série de convenções, tanto por uma questão de tradição quanto para ajudar os cruzadistas a completar as palavras cruza